# Deep Six
Deep Six este un album compilație lansat în martie 1986. A fost primul album lansat de casa de discuri C/Z Records, la câteva luni după lansarea albumului Sub Pop 100 de către casa de discuri Sub Pop Records. Se spune că a fost al doilea album care a influențat „sunetul Seattle”, cunoscut mai târziu sub numele de grunge(primul album fiind EP-ul de debut Come on Down al trupei Green River). Albumul a fost relansat pe 6 aprilie 1994 de către casele de discuri C/Z Records/ A&M Records.

## Lista pieselor
1. Green River – "10,000 Things" – 3:37
2. Melvins – "Scared" – 2:19
3. Melvins – "Blessing the Operation" – 0:44
4. Malfunkshun – "With Yo' Heart (Not Yo' Hands)" – 3:54
5. Skin Yard – "Throb" – 5:29
6. Soundgarden – "Heretic" – 3:22
7. Soundgarden – "Tears to Forget" – 2:06
8. Malfunkshun – "Stars-N-You" – 1:46
9. Melvins – "Grinding Process" – 2:09
10. Melvins – "She Waits" – 0:40
11. Skin Yard – "The Birds" - 3:56
12. Soundgarden – "All Your Lies" – 3:53
13. Green River – "Your Own Best Friend" – 6:21
14. The U-Men – "They" – 3:32

O versiune alternativă a melodiei „Hertic” de la trupa Soundgarden, este inclusă în coloana sonoră a filmului Pump Up the Volume, cât și pe EP-ul trupei Soundgarden,Loudest Love.O versiune reinregistrata a melodiei „All Your Lies”,Soundgarden,(cu toboșarul Matt Cameron), apare pe albumul Ultramega OK iar originalul apare pe albumul compilativ Telephantasm, în timp ce o versiune reinregistrata a melodiei „Tears to Forget”(cu Cameron), apare pe EP-ul Screaming Life. 
Versiuni alternative ale melodiilor „Blessing the Operation” și „Grind Process” ale trupei Melvins, apar pe albumul26 Songs. 

## Personalul
- Chris Hanzsek – producator
- Tina Casale – producator
- Reyza Sageb –artist coperta originala
- Charles Peterson – fotograf
- Jane Duke – fotograf
- Green River – trupa
  - Mark Arm – vocal
  - Jeff Ament – chitară bas
  - Stone Gossard – chitara
  - Bruce Fairweather – chitara
  - Alex Vincent – baterie
- Melvins – trupa
  - King Buzzo – vocal, chitara
  - Matt Lukin – chitară bas
  - Dale Crover – baterie
- Malfunkshun – trupa
  - Regan Hagar – baterie
  - Kevin Wood – chitara
  - Andrew Wood – vocal, chitară bas
- Skin Yard – trupa
  - Ben McMillan – vocal, saxofon la melodia "The Birds"
  - Jack Endino – chitara
  - Daniel House – chitară bas
  - Matt Cameron – baterie
- Soundgarden – trupa
  - Chris Cornell – vocal
  - Hiro Yamamoto – chitară bas
  - Kim Thayil – chitara
  - Scott Sundquist – baterie
- The U-Men – trupa
  - John Bigley – vocal
  - Tom Price – chitara
  - Jim Tillman – chitară bas
  - Charlie Ryan – baterie